# Sheila Finch
Sheila Finch (* 1935 in Fulham, England) ist eine britisch-US-amerikanische Science-Fiction- und Fantasy-Autorin. Am bekanntesten wurde sie durch ihre Kurzgeschichtensammlung Guild of Xenolinguists.

## Biografie
In ihrem Geburtsort besuchte sie mehrere Grundschulen.

“Because most of the schools were closed for the duration of World War II, she didn’t get a lot of normal education before her tenth birthday – which was probably a blessing in disguise as she got to spend a lot of time reading books beyond her grade level.”

„Weil die meisten Schulen während des zweiten Weltkriegs geschlossen waren bekam sie wenig Schulbildung bis zu ihrem 10. Lebensjahr. Dies erwies sich als Glück im Unglück – sie begann Bücher zu lesen, die über ihrem Ausbildungsniveau lagen.“

Sie schrieb sich am Bishop Otter College in Chichester, West Sussex ein. Während eines Urlaubs in der Schweiz, 1955, lernte sie ihren späteren Mann Clare Rayner kennen. 1957 heirateten die beiden und immigrierten im Anschluss in die USA. An ihrem ersten Wohnort in Bloomington, Indiana erhielt sie einen M. A. in mittelalterlicher Literatur und Sprachwissenschaften der Indiana University.
Finch begann bereits in jungen Jahren ihre Geschichten vorzutragen, bzw. niederzuschreiben, in dem Bewusstsein, dass sie sie eines Tages veröffentlichen will. Sie schrieb für die literarischen Magazine ihrer High School und ihres Colleges. Lange bevor ihre erste Geschichte A long way home 1982 in Asimovs SF Magazin veröffentlicht wurde, schickte sie ihre Geschichten an Verleger und Magazine.
Finch arbeitete bis 2004 30 Jahre als College-Professorin am El Camino Junior College in Torrance, Kalifornien. Sie unterrichtete Englisch und kreatives Schreiben.  Sie ist Mitglied der SFWA, fünf Jahre lang war sie Vizepräsidentin und Vorsitzende des Schlichtungsausschusses. Sie schreibt weiterhin Science-Fiction und gelegentlich auch Artikel über Science-Fiction. 1977 war sie Gründungsmitglied des Asilomar Writers Consortiums. Momentan lebt sie in Kalifornien.

## Xenolinguists
In ihrem 1986 erschienenen Buch Triad prägte sie erstmals den Begriff Xenolinguist. Sie beschreibt damit einen Berufsstand, der darauf spezialisiert ist, Sprachen von Außerirdischen zu erlernen und zu sprechen. Der Begriff erlangte breitgefächerte Zustimmung in der Science-Fiction und damit wurde 2009 der Charakter der Uhura in Star Trek beschrieben.
Basierend auf dieser Idee schrieb Finch in den nächsten Jahren eine Anzahl von Erzählungen und Kurzgeschichten und veröffentlichte sie 2007 zusammengefasst in der Sammlung The Guild of Xenolinguists. Diese Gilde wurde auf der Erde im 22. Jahrhundert nach dem ersten Kontakt mit Außerirdischen aus dem Oriongürtel gegründet. Entstanden ist sie durch die Initiative von Linguisten, Neurolinguisten, Ethnografen und Computerwissenschaftlern. Anschließend waren sie verantwortlich Xenolinguisten auszubilden. Diese waren im Anschluss zuständig im praktischen Einsatz erste Kontakte zu außerirdischen Lebensformen herzustellen und die Sprachen zu protokollieren. In den nächsten Jahrhunderten stellten sie ihre Dienste für den expandierenden Handel und die Kolonisation fremder Planeten zur Verfügung.

## Auszeichnungen
- 1985: Infinity’s Web, Compton Crook Award als bester Debütroman
- 1998: Reading the Bones, Nebula Award als beste Novelle
- 1999: Tiger in the Sky, San Diego Book Award als Bestes Jugendbuch

## Werke

### Romane
- Infinity’s Web, 1985[12]
- Triad, 1986
- The Garden of the Shaped, 1987
- Shaper’s Legacy, 1988
- Shaping the Dawn, 1989
- Tiger in the Sky, 1999
- Reading the Bones, 2005
- Birds, 2005
- Villa Far From Rome, 2016

### Storysammlungen
- The Guild of Xenolinguists, 2007[13]

### Sachbücher
- Myths, Metaphors, and Science Fiction , 2014